# 則武真一
則武 真一（のりたけ しんいち、1931年（昭和6年）4月1日 - 2018年（平成30年）10月2日）は、日本の政治家。衆議院議員（日本共産党公認、1期）。治安維持法犠牲者国家賠償要求同盟岡山県本部長。

## 来歴
岡山県出身。広島大学文学部仏文学科を卒業後、山陽新聞記者、同労組委員長や新聞労連中央執行委員などを歴任。岡山県議会議員を務めた後、1979年（昭和54年）第35回衆議院議員総選挙で岡山1区から立候補し初当選。1980年（昭和55年）第36回総選挙にも立候補したが再選はならなかった。
2006年（平成18年）12月10日、報道関係者OBと共に岡山マスコミ九条の会を設立する。
2018年10月2日、老衰のため岡山市北区の病院で死去。87歳没。